# 李子光
李子光（1902年10月7日—1967年3月），原名贾一中，男，直隶蓟县人，中华人民共和国政治人物。

## 生平
李子光是直隶省蓟县西山北头村人。1922年，李子光毕业于宝蓟中学，此后经舅父介绍到西北汽车公司充任职员。1926年，李子光赴绥远省任《西北实业日报》校对、新闻编辑，任职期间结识了绥远《教育公报》编辑杨述孝（又名冷楚）、绥远职业学校教师路雨亭，杨述孝、路雨亭均为中国共产党党员。1926年7月，经杨述孝、路雨亭介绍，李子光加入中国共产党。1927年4月，蒋介石发动四一二事件，此后报社遭到查封，李子光遭到驱逐出境。李子光乃奉中共党组织之命，到归绥（今呼和浩特市）和王建功等组建了中国共产党特别支部，李子光任特支书记。李子光以自己的教师身份作为掩护，来往于北京、张家口、归绥开展中共地下工作。1928年春，李子光赴北京时被逮捕，但未暴露真实身份，结果拘役40天后便获释。1929年2月，李子光因遭人举报再度被捕，但他否认自己是中国共产党党员，当局也未能证实其中共党员身份，故他只被判处有期徒刑八个月。他被押入关押“强盗”的牢房后，教同牢的“强盗”犯人们识字，给他们讲革命道理，获得了“强盗”犯人们的尊敬和爱戴。他在狱中写过一首诗：
铁窗、木栅、重门，

瘦骨、铁链、焦颜，

冷榻、单衾、砖机，

风硬、心坚，

咫尺苦隔云山。
1929年，生病的李子光刑满出狱。此后他因为未能找到中共党组织而回到蓟县。1930年，他找到中共京东特委，经特委批准，李子光在西山北头村成立了党小组，李子光任组长，这是蓟县首个中共党小组。同年6月，特支成立，他出任特支书记。他在蓟县积极发展中共党员。同年9月，中共蓟县临时县委成立，他任县委书记。
1930年，由于中共党内受立三路线领导，中共蓟县临时县委奉命组织全县中共党员公开暴动，创建苏维埃。李子光抵制该命令未能成功，不得不于集日在别山镇以及蓟县县城公开组织游行，结果迅速遭到警察镇压，中共党员遭通辑，李子光被抄家。李子光因为无法再在蓟县立足，不得不由中共党组织安排到迁安县任职。
1933年10月，李子光返回蓟县，在县城创办“一分利”文具店，作为中共党组织的秘密联络点。1935年，中共蓟县临时县委重建，李子光任县委书记。此后至1937年，蓟县各地中共党组织的活动点逐步恢复。
抗日战争爆发后，1938年4月4日，根据上级党组织关于发动抗日武装大暴动的指示，蓟县抗日救国会成立，李子光担任武装部长。7月冀东大暴动发生，李子光任蓟县抗联十六总队政治主任，率十六总队活跃于二区以及遵化西部。1938年10月，十六总队随四纵队撤到平西抗日根据地接受整训。同年12月，李子光、王坤载等人自平西抗日根据地返回蓟县，恢复中共党组织并开展抗日活动。1940年1月，李子光、王少奇在盘山开办训练班，培养干部。不久，包森率200多名八路军官兵抵达盘山，此后包森、李子光、王少奇成为盘山抗日根据地中共领导核心。4月15日，冀东地区西部首个抗日民主政权蓟县、平谷、密云联合县成立，李子光任县委书记。1943年，李子光任一地委书记，1944年改任十四地委书记。其间，冀东地区西部不但恢复了被日军蚕食的基本区，并恢复发展了密云县、平谷县、三河县、顺义县、蓟县、通县、香河县、武清县、宝坻县等地的游击区，威胁日军占领的北平、天津近郊。
日本投降后，李子光任热河省副省长。1946年，他同吕英结婚。
中华人民共和国成立后，李子光历任河北省委常委、秘书长、农村工作部长、副省长等职务。1967年3月，李子光在文化大革命中被迫害致死。